# かごめ (優里の曲)
「かごめ」は、日本のシンガーソングライター・優里の楽曲。インディーズ2作目の配信限定シングルとして2020年2月28日にリリースされた。

## 概要
2020年3月18日付のUSENインディーズランキング週間1位を獲得。また、この楽曲でインディーズレーベルからのリリースは最後となった。

## 収録曲
1. かごめ
  - 作詞・作曲：優里